# 波伊普 (夏威夷州)
波伊普（英語：Poipu）是位於美國夏威夷州可愛縣的一個人口普查指定地區。

## 地理
波伊普的座標為21°53′03″N 159°27′51″W / 21.88417°N 159.46417°W，而該地最高點為海拔高度6米（即20英尺）。

## 人口
根據2010年美國人口普查的數據，波伊普的面積為7.48平方千米，當中陸地面積為6.65平方千米，而水域面積為0.83平方千米。當地共有人口979人，而人口密度為每平方千米130.88人。